# Pierre-Couverte (Pontigné)
Pour les articles homonymes, voir Pierre couverte.
La Pierre-Couverte est un dolmen situé sur l'ancienne commune de Pontigné, dans le département français de Maine-et-Loire.

## Protection
L'édifice est classé au titre des monuments historiques en 1910.

## Description
C'est un dolmen caractéristique du type angevin, sans doute l'un des plus beaux du département. La chambre sépulcrale est de forme rectangulaire. Elle est précédée d'un portique trilithe et ouvre à l'est. Elle est délimitée par six orthostates et recouverte par deux tables de couverture. Une dalle dressée près du pilier sud du portique correspond peut-être à dalle de fermeture de l'entrée. Tout l'édifice est constitué de dalles de grès éocène dont il existe un gisement local.
La chambre fut fouillée en 1872 par M. Lebœuf qui y recueillit des fragments d'ossements et « deux gros marteaux de grès lustré, l'un carré, l'autre rond ; trois éclats de silex taillé et un fragment de poterie grossière noire ». Six haches polies ont aussi été retrouvées dans un rayon de cinq cents mètres autour du dolmen.

## Folklore
Selon une légende locale, il suffit de placer un soc de charrue et une pièce d'argent sous le dolmen et on le retrouve le lendemain aiguisé avec la monnaie ou non aiguisé si la somme n'est pas suffisante. Une autre tradition veut que les fiancés y pénètrent ensemble pour trouver le bonheur. Les animaux qui s'approchent trop près du dolmen sont enlevés par les fées.